# Carlos Rafael do Amaral
Carlos Rafael do Amaral (sinh ngày 28 tháng 11 năm 1983) là một cầu thủ bóng đá người Brasil.

## Sự nghiệp câu lạc bộ
Carlos Rafael do Amaral đã từng chơi cho Cerezo Osaka.

## Thống kê câu lạc bộ

### J.League
| Đội          | Năm       | J.League | J.League | J.League Cup | J.League Cup | Tổng cộng | Tổng cộng |
| Đội          | Năm       | Trận     | Bàn      | Trận         | Bàn          | Trận      | Bàn       |
| ------------ | --------- | -------- | -------- | ------------ | ------------ | --------- | --------- |
| Cerezo Osaka | 2010      | 32       | 5        | 5            | 0            | 37        | 5         |
| Tổng cộng    | Tổng cộng | 32       | 5        | 5            | 0            | 37        | 5         |